# DGB-Jugend
| DGB-Jugend            | DGB-Jugend                              |
| Verbandsdaten         | Verbandsdaten                           |
| --------------------- | --------------------------------------- |
| Gründungsjahr:        | 1949                                    |
| Bundesjugendsekretär: | Kristof Becker                          |
| Gliederung:           | 9 DGB Bezirke 8 Mitgliedsorganisationen |
| Mitglieder:           | 512.179 (Stand: 31. Dezember 2014)      |
| Internet              |                                         |
| Website:              | www.dgb-jugend.de                       |

Die DGB-Jugend ist ein eigenständiger Jugendverband mit demokratischen Entscheidungsstrukturen von unten nach oben. Als anerkannte freie Trägerin der Jugendhilfe erfüllt sie einen eigenständigen Erziehungs- und Bildungsauftrag in der Gesellschaft. Zugleich ist die DGB-Jugend Teil des Deutschen Gewerkschaftsbundes. Sie ist gleich dem DGB ein Dachverband und föderativ gegliedert in (Landes-)Bezirke und Kreise bzw. Regionen. Mitglieder der DGB-Jugend sind alle jugendlichen Mitglieder einer DGB-Gewerkschaft gemäß den Satzungen der Mitgliedsgewerkschaften. Bis 2004 diente die Villa Gans als Bildungszentrum der DGB-Jugend.

## Mitgliedsorganisationen
Mitgliedsorganisationen der DGB-Jugend sind die Jugendorganisationen der momentan acht DGB-Mitgliedsgewerkschaften. Dies sind:
- IG Metall (IGM)
- Vereinte Dienstleistungsgewerkschaft (ver.di)
- IG Bergbau, Chemie, Energie (IG BCE)
- IG Bauen-Agrar-Umwelt (IG BAU)
- Gewerkschaft der Polizei (GdP)
- Gewerkschaft Nahrung-Genuss-Gaststätten (NGG)
- Eisenbahn- und Verkehrsgewerkschaft (EVG)
- Gewerkschaft Erziehung und Wissenschaft (GEW)

(Reihenfolge: absteigend nach Zahl der Mitglieder bis einschl. 27 Jahre)

## Aufgaben und Ziele
Die Schwerpunkte der Arbeit der DGB-Jugend liegen insbesondere in der politischen Bildung, in der gewerkschaftlichen Vorfeldarbeit an Schulen und Hochschulen, in der Vernetzung der Mitgliedsgewerkschaftsjugenden sowie in der politischen Außenvertretung der Gewerkschaftsjugenden. Darüber hinaus hat die DGB-Jugend eigene Angebote zur arbeits- und sozialrechtlichen Anfangsberatung für Auszubildende, Studierende sowie Seminare oder prekär Beschäftigte/Praktikanten.
Die DGB-Jugend tritt für die Verbesserung der Lebens- und Arbeitsbedingungen insbesondere junger Menschen und für die Demokratisierung in Gesellschaft, Wirtschaft und Staat ein. Dies setzt die Überwindung der Diskriminierung von Frauen und jeglicher rassistischer Benachteiligung voraus. Weitere Ziele der inhaltlichen Arbeit sind der ökologische Umbau der Gesellschaft, die internationale Solidarität und der Einsatz für Frieden und Abrüstung.
Das aktuelle Motto der DGB-Jugend lautet StillLovingSolidarity.
Die DGB-Jugend nimmt häufig an Demonstrationen gegen die AfD teil oder organisiert diese.

Gewerkschaftsjugend in Aktion
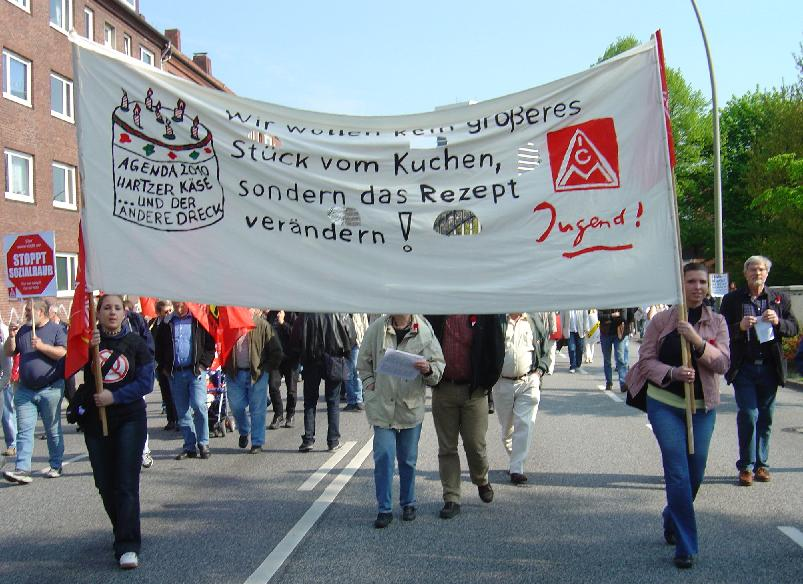
Mitglieder der IG Metall-Jugend
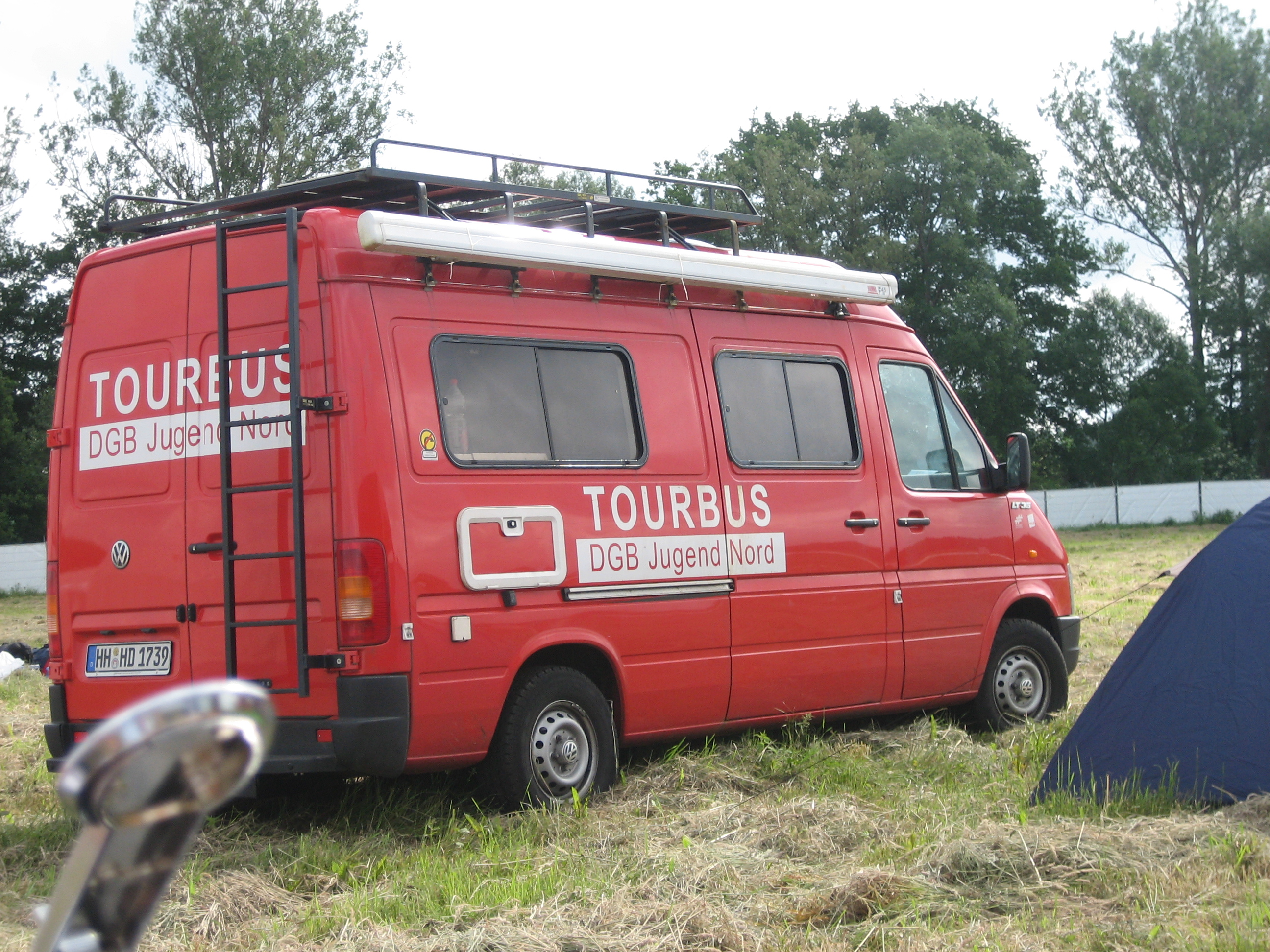
Bus der DGB-Jugend Nord
Aktion in Hamburg für die Umlagefinanzierung
Mitglieder der DGB-Jugend auf einer Demo
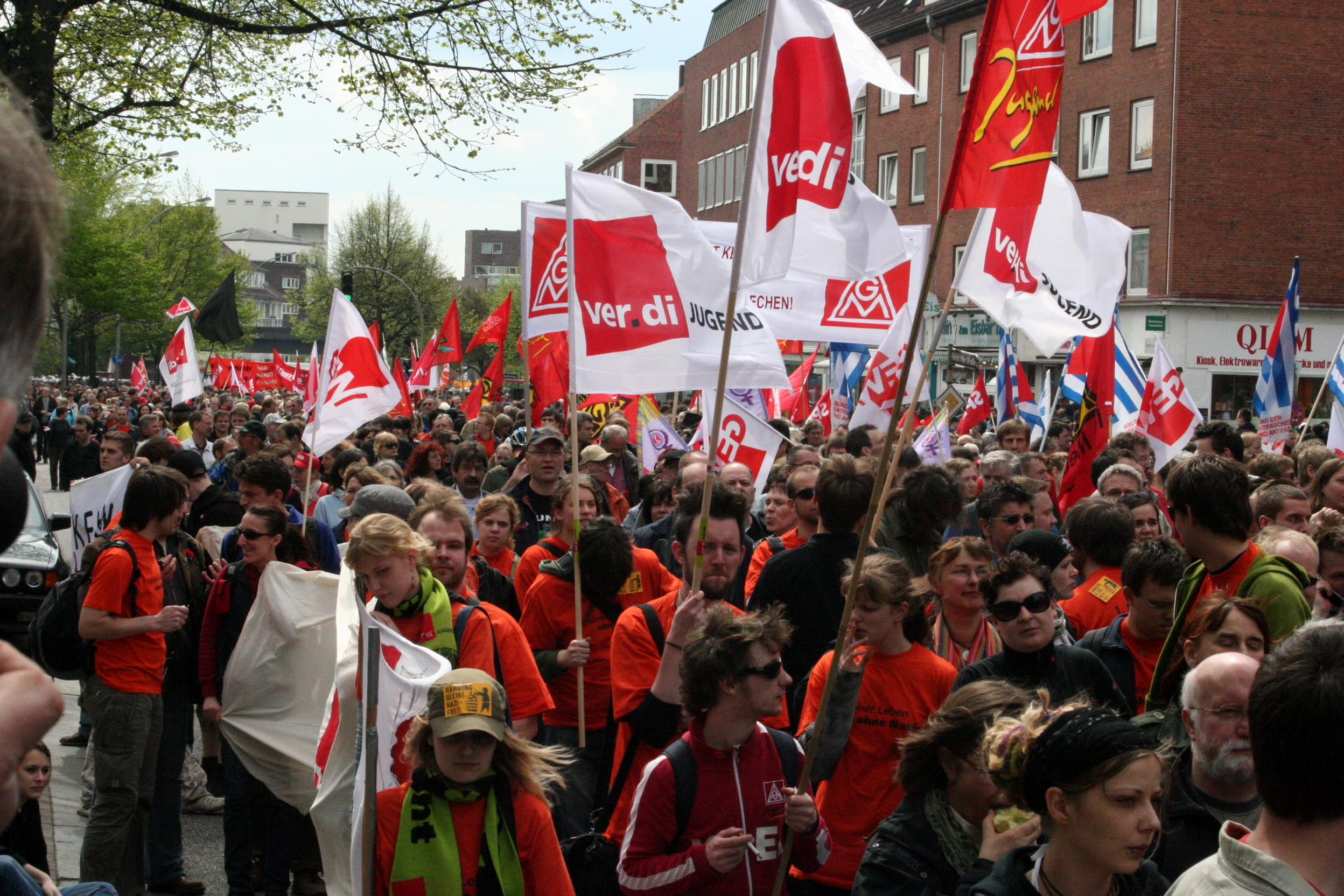
Mitglieder verschiedener Gewerkschaftsjugenden der DGBjugend bei der Anti-NPD Demo am 1. Mai 2007 in Hamburg-Barmbek

## Entscheidungsgremien
Das höchste Entscheidungsgremium der DGB-Jugend ist die DGB-Bundesjugendkonferenz. Sie findet alle vier Jahre statt und setzt sich zusammen aus gewählten stimmberechtigten Delegierten der Jugend der Mitgliedsgewerkschaften sowie aus beratenden Delegierten der DGB-Bezirke. Die letzte DGB-Bundesjugendkonferenz fand im November 2021 in Berlin statt.
Zwischen den DGB-Bundesjugendkonferenzen ist der DGB-Bundesjugendausschuss das höchste Gremium. Er setzt sich zusammen aus ein bis drei gewählten Vertretern jeder DGB-Mitgliedsgewerkschaft (je nach Zahl der jugendlichen Mitglieder), jeweils einem gewählten Vertreter der DGB-Bezirksjugendausschüsse, dem DGB-Bundesjugendsekretär und dem für Jugendarbeit zuständigen Vorstandsmitglied des DGB (derzeit Elke Hannack).

## Mitgliedschaften

Fahne der DGB-Jugend

Die DGB-Jugend ist unter anderem Mitglied
- im Deutschen Bundesjugendring (DBJR) und darüber im Deutschen Nationalkomitee für internationale Jugendarbeit (DNK)
- in der Arbeitsgemeinschaft für Kinder- und Jugendhilfe (AGJ)
- in der EGB-Jugend (Jugendkomitee des Europäischen Gewerkschaftsbundes)
- im Netzwerk für Demokratie und Courage e. V. (NDC)
- im Informations- und Dokumentationszentrum für Antirassismusarbeit e. V. (IDA)
- bei attac
- in der Zentralstelle für Recht und Schutz der Kriegsdienstverweigerer aus Gewissensgründen